# Martyr Worthy
Martyr Worthy est un village du Hampshire, en Angleterre. Il est situé dans le centre du comté, à quelques kilomètres au nord-est de la ville de Winchester. Administrativement, il appartient à la paroisse civile d'Itchen Valley, qui comprend également les villages d'Avington (en), Easton et Itchen Abbas (en). Cette paroisse civile relève du district de la Cité de Winchester.

## Étymologie
Worthy provient du vieil anglais worþig, désignant une terrain enclos. Ce terme est également à l'origine du nom d'autres villages du Hampshire, comme Headbourne Worthy ou Kings Worthy. Le préfixe Martyr signale l'appartenance de ce domaine à la famille Le Martre couronne anglaise à une période donnée de son histoire. Il est attesté sous la forme Wordia le Martre en 1243.